# Mai 1814
Cette page présente les faits marquants du mois de mai 1814.

## Événements

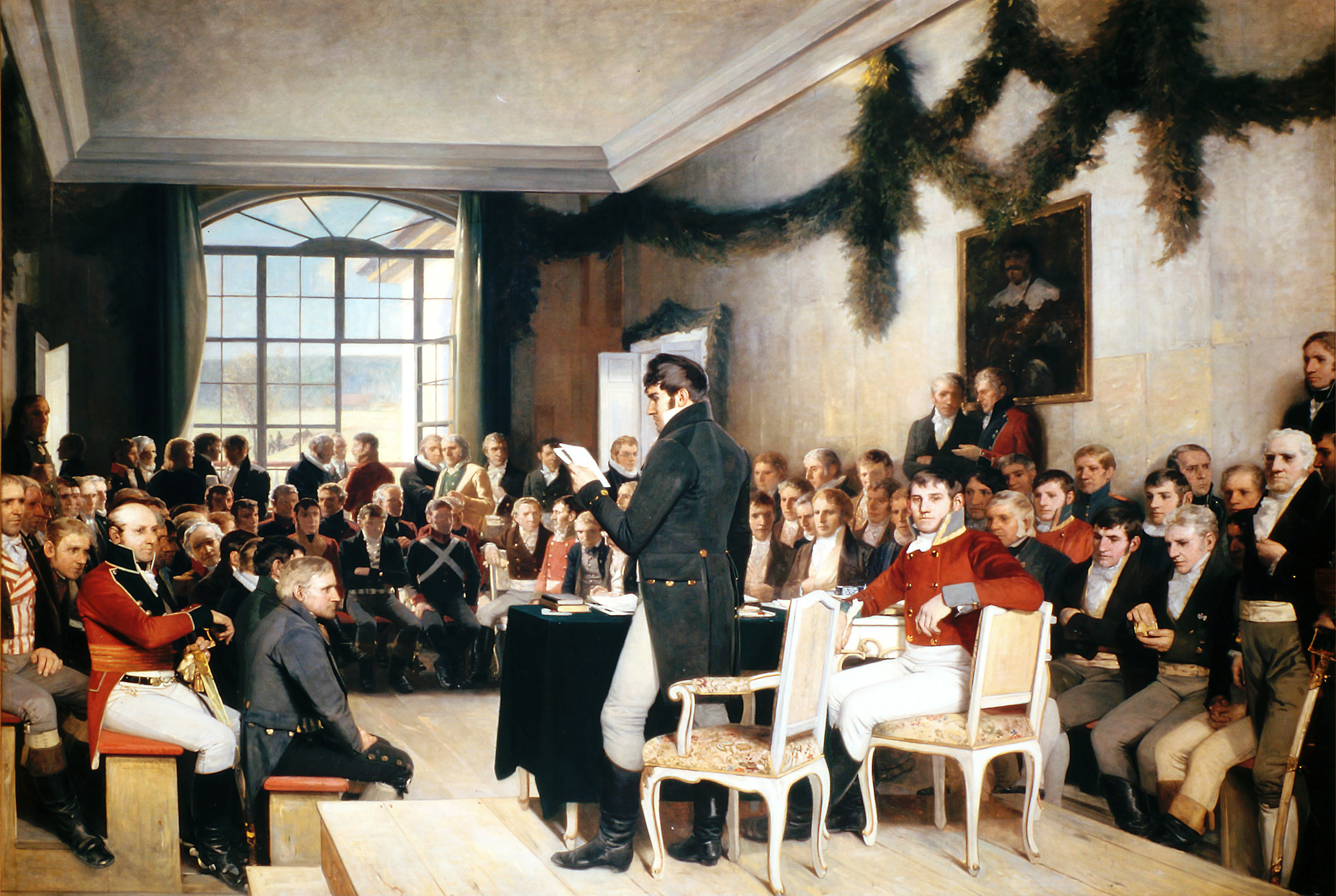
17 mai : constitution d'Eidsvoll

- 2 mai, France : Déclaration de Saint-Ouen. Louis XVIII indique ses principes de gouvernement et la rédaction prochaine d’un texte organique (Charte) sur les pouvoirs publics par un comité composé de neuf sénateurs (dont Boissy-D'Anglas, Barbé-Marbois, Fontanes), de neuf membres du Corps législatif et de trois commissaires du roi (dont l’abbé de Montesquiou et Beugnot).

- 3 mai, France :
  - Venant du château de Saint-Ouen, Louis XVIII fait son entrée dans Paris par la barrière Saint-Denis.
  - Napoléon arrive à l'île d'Elbe sur l'Undaunted, frégate britannique. Il débarque le lendemain[1].

- 4 mai, France :
  - Napoléon arrive à l'île d'Elbe[1].
  - reddition de Bayonne.

- 6 mai, Guerre de 1812 (États-Unis), frontière St. Lawrence-Lac Champlain : les Britanniques capturent fort Oswego (New York), lieu stratégique car sur la route de Sackets Harbor (New York), une base militaire américaine importante sur le lac Ontario[2].

- 9 mai : victoire des patriotes des Provinces-Unies de Nouvelle-Grenade à la bataille de Tacines.

- 10 mai : victoire royaliste sur les patriotes colombiens à la bataille des ejidos de Pasto[3]. Fin de la campagne de Nariño dans le sud. Antonio Nariño se rend au maréchal royaliste Aymerich.

- 14 - 16 mai, Guerre de 1812, campagne du Niagara : raid américain victorieux sur Port Dover (Norfolk (Ontario)).

- 14 - 17 mai : bataille navale du port del Buceo entre Argentins et Espagnol pendant la guerre d'indépendance de l'Uruguay[4].

- 17 mai : constitution d'Eidsvoll en Norvège, inspirée de la Constitution française de 1791. Le Parlement (Storting), subdivisé en deux Chambres (Odelsting et Lagting), légifère et contrôle l’action du gouvernement. Le roi est chef de l’exécutif et dispose d’un droit de veto suspensif face aux décisions du Storting[5].

- 21 mai : Victor-Emmanuel Ier de Savoie arrive à Turin et décrète « l’observation des constitutions royales de 1770 ». Il devient roi de Piémont (fin en 1821)[6].

- 23 mai : Les Français ont quitté Delfzijl

- 24 mai : le pape Pie VII, libéré par Napoléon, quitte Fontainebleau le 23 janvier et rentre à Rome. Il envoie son représentant Consalvi au Congrès de Vienne et retrouvera ses États[7].

- 29 - 30 mai, Guerre de 1812, frontière St. Lawrence-Lac Champlain : à Ellisburg, à l'ouest de Mannsville (New York) et au sud de Kingston (Ontario), près du lac Ontario les Américains capturent 140 soldats britanniques[8].

- 30 mai : premier traité de Paris. Le territoire de la France est ramené aux frontières de 1792, avec quelques concessions (Avignon, une partie de la Savoie, Montbéliard et Mulhouse)[9]. Perte de presque toutes les colonies au profit du Royaume-Uni. L’opinion ne se satisfait pas de la perte de la Belgique et de la rive gauche du Rhin.
  - Le Royaume-Uni obtient l’île Maurice, Rodrigues et les Seychelles[10]. Sir Robert Townsend Farquhar est nommé gouverneur de l’île Maurice. L'île Bonaparte, qui a repris son nom d'île Bourbon, doit être rendue à la France (1815).

## Naissances
- 16 mai : Jan Tysiewicz, peintre et illustrateur polonais († 15 janvier 1891).
- 30 mai :
  - Mikhaïl Bakounine, théoricien de l'anarchisme et philosophe russe († 1er juillet 1876).
  - Eugène Charles Catalan (mort en 1894), mathématicien franco-belge.

## Décès
- 8 mai : Louis Huguet-Chateau, général français du Premier Empire et héros des guerres napoléoniennes (° 1779).
- 21 mai : Ignacio Jordán Claudio de Asso y del Rio, naturaliste, juriste et historien espagnol (° 1742).
- 28 mai : John Craufurd, homme politique britannique .
- 29 mai : Joséphine de Beauharnais, femme de Napoléon Bonaparte (° 1763).